# Meridiani Planum

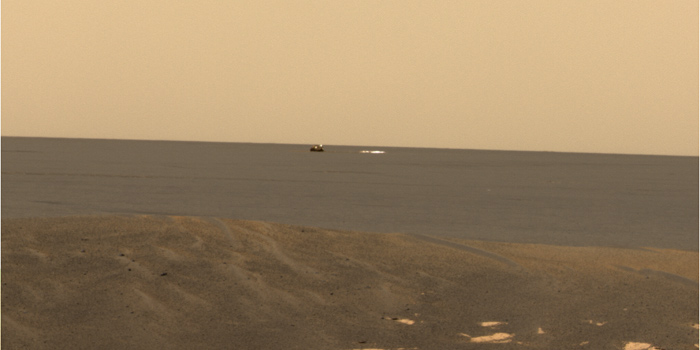
El Mars Exploration Rover Opportunity mirant cap al sud-oest a través de Meridiani Planum.

Meridiani Planum és una plana situada a 2º al sud de l'equador del planeta Mart centrada a 0° 12′ N, 357° 30′ E / 0.2°N,357.5°E), a la part més occidental de Terra Meridiani. Hi ha una rara presència d'hematita cristal·lina grisa. Pel fet que al planeta Terra l'hematita sovint es forma en fonts termals o en masses d'aigua tranquil·les, molts científics creuen que l'hematita de Meridiani Planum pot indicar antigues fonts termals o un ambient amb aigua líquida. Altres característiques de Meridiani Planum incloune basalt volcànic i cràters d'impacte.

## Mars roverOpportunity,
L'any 2004, Meridiani Planum va ser el lloc on va arribar primer l'Opportunity.
El resultat de les anàlisis fetes per l'Opportunity indicaren que el lloc on es va posar havia estat saturat en temps antics per aigua líquida, probablement d'alta salinitat i d'alta acidesa. Hi havia grans quantitats de sulfat de magnesi com la jarosita.